# Mimesis: Night of the Living Dead
Mimesis: Night of the Living Dead (también Mimesis) es una película de terror estadounidense de 2011 dirigida por Douglas Schulze, escrita por Joshua Wagner con Schulze y protagonizada por Allen Maldonado, Lauren Mae Shafer, Taylor Piedmonte y David GB Brown.

## Trama
Un granjero y su esposa son atacados en su remota casa por lo que parecen ser zombis. En una convención de terror, el cineasta Alfonso Betz está en el escenario discutiendo que se culpa a los medios de violencia en la vida real. Russell y Duane escuchan en la audiencia, pero Duane no está interesado y habla por el altavoz. Más tarde, en la cafetería, una seductora chica gótica invita a Russell y Duane a una fiesta privada.
Russell y Duane van a una granja aislada para la fiesta, junto con otros fanáticos del terror. Los fiesteros beben cerveza de barril y se conocen antes de aparentemente desmayarse.
Russell se despierta con una chica llamada Karen en un cementerio, ambos vestidos como dos protagonistas de "La noche de los muertos vivientes" y sin un recuerdo de cómo llegaron allí. Un zombi se acerca y muerde la garganta de Russell mientras Karen huye. Encuentra a Duane, que acaba de despertar dentro de un camión. Se refugia en la casa de campo y le cuenta a Duane lo sucedido. Incrédulo, Duane busca a Russell y luego lo lleva de regreso a la granja después de ver al zombi. Karen escucha voces provenientes de un respiradero que conduce al sótano de la casa. Duane explora el último piso y encuentra una habitación donde se ha almacenado toda la tecnología moderna. El resto de la casa está hecho para que parezca de la década de 1960. Duane también encuentra los cadáveres del granjero y su esposa.
Duane decide llevar a Russell a un hospital en la camioneta, pero se retira a la casa después de que se acercan tres zombis. Duane tiene que dejar a Russell afuera y los zombis lo destrozan.
En el sótano, Duane encuentra a Karl con su esposa e hija, así como a Keith y Judith. El grupo discute su situación y qué hacer a continuación. Keith señala que son participantes involuntarios en una recreación de la famosa película de George Romero.
La película original se reproduce en un televisor antiguo en una de las habitaciones. Karl quiere tomar el camión y escapar, pero el grupo lo rechaza. Duane se escapa por la ventana del último piso y corre hacia el cobertizo en busca de herramientas. Mata a uno de los zombis apuñalando con tijeras de podar su garganta. Duane regresa a la casa. Keith agrega que es bueno que Karl no se haya llevado el camión porque explota en la película.
Karl se escabulle afuera para conectar el camión de todos modos. El resto del grupo le grita que se detenga, pero él se explota.
Los zombis entran a la casa. La mayoría de los supervivientes se retiran al sótano. Una zombi muerde la pierna de la esposa de Karl antes de que Keith la apuñale por la espalda con las tijeras. Keith atraviesa la cara de un zombi payaso con una horca. Duane lucha con otro zombi antes de que Keith lo persiga escaleras arriba.
Arriba, Keith encuentra a otro superviviente llamado Owen. Duane cree que está fuera de lugar porque no es un personaje de la película. Owen revela que él era uno de los zombis pero que cambió de opinión. Los zombis son en realidad psicópatas que están jugando un juego de rol para vivir una película de terror en lugar de simplemente mirar una. Están usando dientes de metal para morder a sus víctimas. Un zombi los sorprende y mata a Owen mientras los demás escapan.
En el sótano, Keith y Duane sacan un collar del cadáver del payaso zombi y se dan cuenta de que Judith tiene el mismo collar. Dice que no sabía lo que iba a pasar. Solo le pagaban para atraer a la gente a la fiesta. Keith la arroja afuera donde los zombis la persiguen.
Duane cree que Judith debería ser rescatada. Keith se opone y los dos pelean. Karen rompe la televisión para que se detengan. Duane va tras Judith.
Judith se esconde en un coche pero dos zombis la capturan. La llevan a un sótano donde Alfonso Betz también está preso. Los zombis planean organizar un asesinato-suicidio para que el director de la película sea culpado de la masacre, como si rompiera con la realidad y se volviera loco. Betz arremete contra sus captores antes de que el zombi principal le dispare en la cabeza.
Keith sube las escaleras para recuperar las tijeras del cuerpo de un zombi. Encuentra un teléfono celular en el cuerpo con imágenes de su novia vista en la fiesta siendo asesinada. Otro zombi lo registra cuando Keith se pone en cuclillas sobre el cuerpo. Owen todavía está vivo y agarra a Keith. Otro zombi llega y apuñala a Keith mientras lo transmite en su teléfono a los otros zombis. El zombi principal se queja de que el comportamiento es inconsistente con un zombi de Romero.
Duane llega al sótano y mata al zombi que estaba a punto de poner un hacha en Judith. Los dos zombis restantes van a la granja. Karen intenta hornear a uno de ellos, pero la herramienta se la quita. Mientras ataca a la niña, la madre atraviesa la cabeza de un zombi con una herramienta. Karen apunta con un arma al otro zombi cuando Duane y Judith vuelven a entrar. El zombi principal da un discurso sin remordimientos antes de que Judith se acerque a él con un beso y luego use los dientes de metal para morderle la garganta. Duane luego le dispara. Una entrevista de noticias con un oficial de policía concluye los hechos.

## Elenco
- Allen Maldonado como Duane
- Lauren Mae Shafer como Judith
- Taylor Piedmonte como Russell
- David GB Brown como Keith
- Jana Grazer como Karen
- Gavin Grazer como Karl
- Courtney Gains como Gordon
- Sid Haig como Alfonso Betz

## Producción
El director Douglas Shulze concibió la idea de la película después de asistir a convenciones de terror y ver a fanáticos disfrazados que llevaron su interpretación de los personajes demasiado lejos. La película no pretende ser una nueva versión; en cambio, Schulze quería abordar temas de fanáticos obsesionados.

## Estreno
Mimesis: Night of the Living Dead se estrenó en el Blue Water Film Festival el 7 de octubre de 2011. Sid Haig asistió al evento.
Anchor Bay Entertainment la lanzó en video casero el 12 de febrero de 2013.

## Recepción
- Dennis Harvey de Variety escribió que la película "solo da miedo esporádicamente, pero los giros y vueltas de la trama mantienen a los espectadores enganchados".[4]

- Rod Lott del Oklahoma Gazette la calificó como un remake inútil y de mala calidad de La noche de los muertos vivientes.[5]

- Steve Barton de Dread Central la calificó con 3/5 estrellas y la calificó como "una película con una premisa excelente que se ejecuta de la manera más estándar".[6]

- Adam Tyner de DVD Talk la calificó con 3/5 estrellas y lo calificó como "un homenaje desigual pero sorprendentemente efectivo".[7]

- Patrick Naugle de DVD Vedict la llamó "una película con una trama semi-interesante pero una ejecución sin inspiración".[8]